# Хлопець з тайги
«Хлопець з тайги» — радянський художній фільм 1941 року про трудові подвиги золотошукачів, режисерів Ольги Преображенської і Івана Правова за п'єсою «Золото» Олександра Філімонова і Вадима Дістлера. Прем'єра відбулася 12 травня 1941 року.

## Сюжет
Одного разу старий золотошукач, колишній партизан Федір Потанін, посварився зі своїм сином Степаном. Степан вирішив піти з артілі, яку очолював його батько. Директор копальні «Тихий» Зимін запропонував Степану почати працювати в забої на найважчій ділянці під керівництвом начальника шахти інженера Галини Сергіївни Полєвої. Степана призначають бригадиром замість боягуза і пройдисвіта забійника Щербака. Через кілька днів в місцевих газетах з'являються повідомлення про рекорд забійника Потаніна. Копальня «Тихий» виходить на перше місце в краї. На копальню приходить з тайги наречена Степана Нюрка. Вона ревниво ставиться до нових друзів і до нової роботи Степана і хоче відвести його назад, в тайгу. Забійник Щербак, який затаїв образу і злість на Потаніна, пропонує Нюрці зганьбити Степана на зборах, де буде відзначено потанінський рекорд, і змусити його тим самим піти назад в тайгу. Нюрка просить Степана принести з собою на збори золото, передане йому батьком як зразок знову знайденого золотого родовища. Щербак «викриває» Степана, стверджуючи, що це золото вкрадено на копальні. Керівники копальні не вірять у винуватість Потаніна, але Степан, який обіцяв батькові зберегти до пори до часу в тайзі його відкриття, відмовляється пояснити, звідки у нього золото. Степан йде в тайгу. Але кустарна робота одинаків-старателів тепер вже не задовольняє Степана, а туга за Галиною Сергіївною, яку він щиро покохав, робить його життя в тайзі ще більш нестерпним. Він хоче великої справжньої роботи, хоче знову відчути себе гордим господарем землі. Інженери копальні разом з директором Зиміним, відправившись в тайгу на пошуки нових родовищ золота, знаходять артіль Потаніна. Старий Федір з гордістю передає державі велике родовище золота, і Зимін призначає Степана начальником нової копальні. Степан і Полєвая щасливі. Нюрка їде в місто вчитися, а старий Потанін знову відправляється в тайгу на пошуки нових родовищ.

## У ролях
- Іван Переверзєв —  передовик золотодобування Степан Потанін
- Володимир Гардін —  старий партизан, старатель, Федір Кузьмич Потанін
- Алла Казанська —  гірський інженер 5 шахти, Галина Сергіївна Полєвая
- Людмила Занковська —  Нюрка
- Ростислав Плятт —  кримінальник і ледар, забійник, Васька Щербак
- Михайло Державін —  директор копальні «Тихий», Зимін
- Павло Герага —  старий старатель Прохор
- Петро Рєпнін —  колишній актор драматичних театрів Анатолій Георгійович Пасецький
- Микола Чиндорін —  сторож
- Віктор Третьяков —  інженер Митрофан Андрійович Кольцеватов
- А. Дулєтов —  Колимчанін
- Михайло Воробйов —  Соломатін
- Олександр Чебан —  секретар райкому Панков
- Віктор Лазарев —  забійник  (немає в титрах)
- Володимир Уральський —  Фрол  (немає в титрах)
- Микола Хрящиков —  інженер  (немає в титрах)
- Михайло Сидоркин —  диригент  (немає в титрах)

## Знімальна група
- Автори сценарію:

* Олександр Філімонов
* Вадим Дістлер
- Режисери-постановники:

* Ольга Преображенська
* Іван Правов
- Оператор — Олексій Солодков
- Художник — Віктор Іванов
- Композитор — Олександр Варламов
- Звукооператор — Володимир Богданкевич
- Асистент режисера — Г. Намарадзе
- Асистент оператора — Л. Абрамян
- Художник-гример — С. Чевичелов
- Монтаж — Г. Славатинська
- Автор тексту пісень — Борис Ласкін
- Директор картини — І. Кузнецов